# Baronie TV

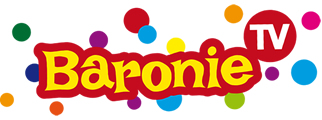

Baronie TV is een regionale evenemententelevisiezender uit Breda en omgeving. De zender is uniek omdat ze slechts 5 dagen per jaar uitzendt. Enkel tijdens carnaval wordt er door vrijwilligers 24 uur per dag televisie gemaakt, te ontvangen in de wijde omgeving van Breda.
Baronie TV is begonnen als de “Continu Carnavals Marathon”, zoals die jarenlang door radio “Continu” werd uitgezonden. In 1996 werd een vergunning afgegeven voor regionale TV. Vanaf dat jaar werd de Continu Carnavals Marathon ook op televisie uitgezonden. Radio Continu werd in 1997 uit de lucht gehaald en er werd gekozen voor de naam Baronie TV naar de Baronie van Breda. In de loop van jaren werd het uitzendgebied groter en breidde zich uit tot de gemeentes Drimmelen, Etten-Leur, Oosterhout, Moerdijk, Terheijden en Zundert. Uitzendingen werden verzorgd vanuit het Chassé Theater, NAC-stadion en de NHTV.
Naast enkele beroeps tv-makers zijn er rondom Baronie TV zo’n 50 tot 100 vrijwilligers aan het werk in de regieruimte, Master Control Room (MCR), in de studio en om verslag te doen van alle carnavalsactiviteiten in de genoemde gemeentes. Al maanden voor de carnaval zijn de medewerkers aan het werk om de tv-marathon voor te bereiden. Vanaf 2009 werkt de zender samen met de omroep Brabant 10 en wordt dan ook uitgezonden via het kanaal van deze regionale omroep. Daardoor is de zender wel tot buiten West-Brabant te zien.
In 2012 komt er een einde aan de samenwerking met Brabant10. Vanaf dan is Baronie TV tijdens de carnaval te zien op BredaNu (voormalig: StadsTV Breda) en ROStv Zundert. Beide zenders hebben bij Ziggo een digitaal bereik in heel West-Brabant. In Zundert en gemeente Breda is het ook analoog te ontvangen. Landelijk was de tv-zender te bekijken in 2012 via het toepasselijke kanaal 11 bij Ziggo.
Ook in 2013 is Baronie TV  in heel Nederland te zien via het toepasselijke kanaal 11 van Ziggo. Tevens blijft de carnavalsmarathon te zien via de lokale zenders van Breda en Zundert. Vanaf 2014 zendt ook KPN de Baronie TV carnavalsmarathon in het hele land uit, om ook de 'niet-ziggo' kijkers te kunnen bedienen. De marathon-uitzending blijft ook nu te bekijken via ROStv en BredaNU." Uiteraard is Baronie TV ook plaats onafhankelijk te bekijken via de livestream op de eigen website en via de app.
Baronie TV heeft vanuit verschillende uitzendlocaties in Breda haar live uitzendingen gebracht. Zo waren in de beginjaren de uitzending rechtstreeks van Het Turfschip in Breda, vervolgens werd gekozen voor het Beatrix café in het Rath Verlegh stadion in Breda, Het Chassé Theater en de Breda University of Applied Sciences toen nog het NHTV. Vanaf 2014 vinden de uitzendingen plaats vanuit de OntmoetingsCentrum De Vlieren (onderdeel van het Huis van de Heuvel) aan het Mgr. Nolensplein 1 in Breda. In 2016 was de twintigste editie van Baronie TV regionaal te ontvangen via de Ziggo kanalen 40 (BredaNu) en 43 (ROStv) en landelijk via KPN, XS4ALL en Telfort op kanaal 37. In 2014 maken Mitch Kersten en Tommy Lips een nieuw lied voor Baronie TV: Baronie TV We spatte dur vannaf. De jingel van deze plaat werd nog tot 2020 gebruikt tussen de programma's.
In 2020 werden, mede door het vertrek van icoon Ad Romijn, enkele wijzigingen aangebracht in de programmering. Zo werd het bekende prinsenprogramma van Ad 'Van de Prins gin kwaod' vervangen door het prinsenprogramma 'Bende Wakker?!' met twee presentatoren in een totaal ander concept. Ook het spelletjes- en artiestenprogramma 'Mee oe bord op schoot' verdween en maakte plaats voor knotsgekke artiestenprogramma 'Ut zotte zangkot'. Baronie TV blijft ook naast deze programma's aandacht besteden aan intochten, sleuteloverdrachten, optochten, sauwelen en mauwers en popverbrandingen uit de regio.
In 2021 was het openbare carnavalsfeest opgeschort in verband met het het Coronavirus. De makers van Baronie TV vonden dit een belangrijke reden om juist dit jaar een uitzending te maken en het Carnaval bij de mensen thuis te brengen. Op het kanaal van de ORTS (Oosterhout) en Rucphen FM werd een deels live uitzending gemaakt vanuit Gemeenschapshuis De Koe in Princenhage. Het motto van dit jaar "Vierus anders Carnaval!" Tevens vierde Baronie TV hun 25ste editie. Voor deze speciale 'Vierus anders carnaval' kwamen de Baronie TV corriveën Ad Romijn en Pim van Ginneken (tijdelijk) terug, ook was het programma 'Ut weer van dun Peer' weer te zien. Tevens is in 2021 het beroemde Baronie TV lied, wat oorspronkelijk door Pim van Ginneken en Peter van de Bilt (de Peer) gezongen werd, opnieuw opgenomen en in een modern vlotter jasje gezet. Deze uitvoering is opgenomen in 2021 in de studio van André Kooiman. Gezongen door: Pim van Ginneken en Mitch Kerstens. Tekst en muziek: Pim van Ginneken. Arrangement en opname: André Kooiman. Voor de 2023 editie is dit nummer opnieuw opgenomen, dit maal gezongen door Mitch Kerstens en Peter van Gool.
Zowel in 2022 en 2023 werd voor de 26e en 27e keer Baronie-TV gemaakt vanuit ontmoetingscentrum De Vlieren in het Huis van de Heuvel in Breda (wijk Heuvel) en uitgezonden via de kanalen van Rucphen en Oosterhout.
In 2024 is er een verschuiving in de presentatie van het bekende prinsenprogramma 'Van de Prins gin Kwaod', door het vertrek van Ad Romijn is de presentatie nu in handen van Mitch Kerstens. Dit jaar is ook de uitzend locatie anders, de carnavalsmarathon wordt nu uitgezonden vanuit Curio aan de Tuinzigtlaan in Breda.

## Programma's door de jaren heen
- De Barnavalsliedverkiezing; waarin door de kijker het beste carnavalslied van West-Brabant wordt gekozen.
- Dweile in de Barrenie; (t/m 2019) live-programma waarin alle optochten uit de regio worden uitgezonden. Dit alles gepresenteerd door Mitch Kerstens & Raymond Merkx. Ook komen enkele artiesten langs en worden zij blootgesteld aan bijzondere vragen door Tante Nel.
- Feutekot;(t/m 2018) jongerenprogramma in samenwerking met verschillende Bredase studentenverenigingen. Presentatie: Raymond Merkx
- Mee Oe Bord Op Schoot; (t/m 2019) quizprogramma voor tijdens het avondeten.
- D'Optochten; In de middaguren worden de optochten van Prinsenbeek, Breda en Oosterhout (semi-)live uitgezonden.
- Van de Prins gin kwaod; (t/m 2019) Tijdens dit programma brengen de prinsen en hun gevolg vanuit heel West-Brabant een bezoek aan de studio. Presentatie: Ad Romijn.
- Hopsasa; (t/m 2020) Ochtendprogramma speciaal voor kinderen.
- Bende wakker?!; 2020 het live-Prinsen programma waarin prinsen en andere hoogheden uit de hele regio een bezoek brengen aan de studio. Presentatie: Mitch Kerstens en Esther van Hoogenhuizen.
- Ut zotte zangkot; 2020 het live-artiestenprogramma waarin een keur aan feest-artiesten optreden. Presentatie: Mariska Weezenbeek en Johan Heuser.
- Wa Un Huishouwe; 2020 het Ludieke gastenprogramma met inbelmomenten. Presentatie: Tommy Lips en Tante Nel
- H'oogheid; vanaf 2021 het live-prinsenprogramma waarin de hoogheden uit de regio worden ontvangen op aangepaste wijze i.v.m. de corona-maatregelen met klein gevolg. Presentatie: Ad Romijn en Pim van Ginneken
- Kwistutwel; vanaf 2021 het live en interactief quizprogramma waar kijkers worden uitgedaagd via Zoom mee te spelen met deze gezellige quiz vol met carnavaleske vragen die zijn opgesteld door diverse carnavalsverenigingen uit de regio. Presentatie: Mitch Kerstens en Maartje Withagen.
- De Kater komt later; vanaf 2022 een oud programma in een nieuw jasje met nieuwe presentatie. De Kater Komt Later is een programma voor de jeugd, in het programma draait een diskjockey en zijn verschillende jeugdraden uit de regio te gast. Presentatie: Tim Vergroesen en Lau van Bussel.
- Café de Baronie; vanaf 2022 een programma in bar-setting waar gasten aan de bar de carnavalsdag doornemen. "En programma meej veul gemauw, proatjes en reportages. Presentatie: Ad Romijn.
- Denise komt plakken; vanaf 2023 bezoekt Denise Troost verschillende bouwschuren om daar mee te helpen bij de bouwwerkzaamheden van een carnavalswagen. Met voice-over: Mitch Kerstens.
- Het Baronie TV meezingspectakel; vanaf 2023 te zien tijdens de carnavalsdagen. Het meezingspectakel is een showprogramma met diverse artiesten. Presentatie: Mitch Kerstens.
- Hopsasa 2.0; vanaf 2023 Programma voor jongeren tot 16 jaar met spelletjes en jeugdraden. Gepresenteerd door Lau van Bussel en Sus van Boxel.
- D.n hort op; Programma waar reporters van Baronie TV vanuit de hele baronie reportages aanleveren van sleuteloverdrachten, optochten, feesten en afsluitingen.

## Presentatoren
- Ad Romijn (o.a: van de prins gin kwaod, Barnavalsliedverkiezing, Café de Baronie en diverse andere presentaties) (tot 2023)
- Mitch Kerstens (o.a: H'oogheid, Kwistutwel, BTV meezingspectakel, voice-over bij Denise/Kelly komt plakken, alle clips en diverse andere presentaties, voice-over en decor)
- Raymond Merkx (tot 2018)
- Nelleke Vermeulen (tot 2014)
- Bram Limberger (tot 2019)
- Chris Roelants (tot 2020)
- Pim van Ginneken (tot 2021)
- Mariska Weezenbeek (tot 2021)
- Maartje Withagen (Kwistutwel)
- Tim Vergroesen (De kater komt later) (tot 2022)
- Kelly Hagoort (reporter en presentatie Kelly komt plakken)
- Helen van Oosterhout (reporter)
- Lau van Bussel (De kater komt later, Hopsasa 2.0) (tot 2022)
- Sus van Boxel (Hopsasa 2.0)
- Denise Troost (Denise komt plakken) (tot 2023)

## De Gouwe Kegels
Deze prijs wordt uitgereikt aan mensen die zich bijzonder verdienstelijk hebben gemaakt voor de carnavalsviering in hun stad, wijk, dorp of vereniging. Iedere dag tussen half twee en twee uur wordt in het programma "van de Prins gin kwaod” een vrijwilliger in het zonnetje gezet. Uiteraard met zijn of haar partner.

## De Barnavalsliedverkiezing
Een muzikale wedstrijd waar veel dorpen en plaatsen uit de Baronie aan mee doen. De dorpen hebben vaak hun eigen liedjes festival gewonnen en gaan dan door naar de Barnavalsliedverkiezing. Alle liederen komen vrijdag avond tussen 20:00 en 23:00 voorbij. De jury, bestaande uit: Chris Roelands, Nelleke Vermeulen, Judith van Boven en Thijs van der Molen (overleden 29-09-2019) becommentariëren live de liedjes en geven ze punten. Hierna kan het publiek tijdens de carnavalsdagen stemmen per SMS, telefoon of via internet.
Op dinsdagavond tijdens de finale wordt de winnaar van de Barnavalsliedverkiezing bekendgemaakt. Vanaf 2023 is het reglement aangepast en wordt de jurering losgelaten en kiest alleen de kijker van Baronie TV middels SMS, telefoon of internet het winnende lied.
Winnaars
- 2023: Broeders van andere moeders - Brabantse meid (Terheijden)
- 2022: Dubbel S zonder T - Rondje van de zaak (ivm het voorgaande Covid-jaar waren er geen regionale liedjesfestivals gehouden en kon het kijkpubliek kiezen uit landelijke en regionale carnavalstoppers
- 2021: 't Mays Kabaol en Enrique & Co - Achter mekaor (Made) (ivm het 25-jarig bestaan door het verkiesbaar stellen van 111 barnavalsliedjes uit alle voorgaande edities)
- 2020: 't Mays Kabaol en Enrique & Co - Achter mekaor (Made)
- 2019: CV De Nefjoes - We zitte-n-op rooze (Zevenbergen)
- 2018: C.V. de Uitslovers & Mays Kabaol - Wai draoie dur omhenne (Made)
- 2018: Had een originaliteitsprijs: Dikke Mik - Onze fakir (Bavel)
- 2017: C & A - Meej carnaval houwe't aon de proat (Wagenberg)
- 2016: CV De Narrekus - Hé 44 jaor (Klundert)
- 2015: Dubbel S Zonder T - Ut Schil Nie Veul (Zundert)
- 2014: Het B Team - Feest in Traaie (Terheijden)
- 2013: CV Konstaant Aandurs - Gij wil Veuraanstaon (Rijsbergen)

## Motto's
- 2024 - Ut theater van de Baronie
- 2023 - Baronie TV, Ut zit wel snor
- 2022 - Baronie TV, Niks mis meej
- 2021 - Vierus anders Carnaval!
- 2020 - Ziede gij ut?
- 2019 - 't lekt wel zomer!
- 2018 - 22 jaar en we geven er nog een klap op!
- 2017 - We zette alles op zunne kop
- 2016 - We zitte op Roze
- 2015 - We staon ur wir gekleurd op

## De Jac Zom Bokaal
In de editie 2022 werd voor het eerst de Jac Zom (1942-2021) Bokaal uitgereikt. Door middel van het nomineren van mensen die zich verdienstelijk hebben ingezet met carnaval in welke hoedanigheid dan ook kon deze prachtige prijs in de wacht gesleept worden. De bokaal is vernoemd naar de in 2021 overleden mede oprichter van Baronie TV en werd uitgereikt door de weduwe van Jac en oud presentatrice van Baronie TV Annemarie Franken en hun dochter. Jac was mede-grondlegger en directeur van het Nederlands Research Instituut voor Recreatie en Toerisme (NRIT). Daarnaast stond Jac Zom aan de wieg van lokale vrije radio- en tv-stations als Radio Continu, Radio Beo (wat later overgegaan is in BredaNu) en Baronie TV. Zom overleed na een kort ziekbed op 78-jarige leeftijd in zijn woonplaats Ulvenhout.